# Епархия Кабинды (ДР Конго)
Епархия Кабинды (лат. Dioecesis Kabindaënsis) — епархия Римско-Католической церкви с центром в городе Кабинда, Демократическая Республика Конго. Епархия Кабинды входит в митрополию Кананги.

## История
24 марта 1953 года Римский папа Пий XII издал буллу «Sanctae Ecclesiae», которой учредил апостольский викариат Кабинды, выделив его апостольского викариата Лулубурга (сегодня — Архиепархии Кананги).
10 ноября 1959 года Римский папа Иоанн XXIII издал буллу «Cum parvulum», которой преобразовал апостольский викариат Кабинды в епархию.
В 1963 году епархию Кабинды часть своей территории новой апостольской администратуре Мбужи-Майи (сегодня — Епархия Мбужи-Майи).

## Ординарии епархии
- епископ Georges Kettel C.I.C.M.[1] (24.03.1953 — 19.12.1968);
- епископ Matthieu Kanyama (16.12.1968 — 2.11.1995);
- епископ Valentin Masengo Mkinda (2.11.1995 — по настоящее время).

## Источник
- Annuario Pontificio, Libreria Editrice Vaticana, Città del Vaticano, 2003, ISBN 88-209-7422-3
- Булла Sanctae Ecclesiae, AAS 45 (1953), стр. 529 (лат.)
- Bolla Cum parvulum, AAS 52 (1960), стр. 372 (лат.)